# Seznam moštev Svetovnega prvenstva v nogometu 1958
Stran zajema nogometna moštva, ki so nastopila na Svetovnem prvenstvu v nogometu leta 1958.

## Skupina A

### Zahodna Nemčija
Selektor: Sepp Herberger
| Št. | Položaj | Igralec                 | Datum rojstva (starost) | Nastopi | Klub                 |
| --- | ------- | ----------------------- | ----------------------- | ------- | -------------------- |
| 1   | GK      | Fritz Herkenrath        |                         |         | Rot-Weiss Essen      |
| 2   | DF      | Herbert Erhardt         |                         |         | SpVgg Furth          |
| 3   | DF      | Erich Juskowiak         |                         |         | Fortuna Düsseldorf   |
| 4   | DF      | Horst Eckel             |                         |         | 1. FC Kaiserslautern |
| 5   | DF      | Heinz Wewers            |                         |         | Rot-Weiss Essen      |
| 6   | MF      | Horst Szymaniak         |                         |         | SV Wuppertal         |
| 7   | DF      | Georg Stollenwerk       |                         |         | 1. FC Köln           |
| 8   | FW      | Helmut Rahn             |                         |         | Rot-Weiss Essen      |
| 9   | FW      | Fritz Walter            |                         |         | 1. FC Kaiserslautern |
| 10  | FW      | Alfred Schmidt          |                         |         | BV Borussia Dortmund |
| 11  | FW      | Hans Schäfer            |                         |         | 1. FC Köln           |
| 12  | FW      | Uwe Seeler              |                         |         | Hamburger SV         |
| 13  | FW      | Bernhard Klodt          |                         |         | FC Schalke 04        |
| 14  | FW      | Hans Cieslarczyk        |                         |         | SV Sodingen          |
| 15  | FW      | Alfred Kelbassa         |                         |         | BV Borussia Dortmund |
| 16  | FW      | Hans Sturm              |                         |         | 1. FC Köln           |
| 17  | DF      | Karl-Heinz Schnellinger |                         |         | SG Duren 99          |
| 18  | MF      | Rudi Hoffmann           |                         |         | VfB Stuttgart        |
| 19  | MF      | Wolfgang Peters         |                         |         | BV Borussia Dortmund |
| 20  | DF      | Hermann Nuber           |                         |         | Kickers Offenbach    |
| 21  | GK      | Gunter Sawitzki         |                         |         | VfB Stuttgart        |
| 22  | GK      | Heinrich Kwiatkowski    |                         |         | BV Borussia Dortmund |

### Severna Irska
Selektor: Peter Doherty
| Št. | Položaj | Igralec            | Datum rojstva (starost) | Nastopi | Klub              |
| --- | ------- | ------------------ | ----------------------- | ------- | ----------------- |
| 1   | GK      | Harry Gregg        |                         |         | Manchester United |
| 2   | MF      | William Cunningham |                         |         | Leicester City    |
| 3   | DF      | Alfred McMichael   |                         |         | Newcastle United  |
| 4   | DF      | Bobby Blanchflower |                         |         | Tottenham Hotspur |
| 5   | DF      | Richard Keith      |                         |         | Newcastle United  |
| 6   | MF      | Robert Peacock     |                         |         | Celtic            |
| 7   | FW      | Billy Bingham      |                         |         | Sunderland        |
| 8   | FW      | Wilmer Cush        |                         |         | Leeds United      |
| 9   | FW      | William Simpson    |                         |         | Rangers           |
| 10  | FW      | Jimmy McIlroy      |                         |         | Burnley           |
| 11  | FW      | Peter McParland    |                         |         | Aston Villa       |
| 12  | GK      | Norman Uprichard   |                         |         | Portsmouth        |
| 13  | FW      | Thomas Casey       |                         |         | Newcastle United  |
| 14  | FW      | Jim Scott          |                         |         | Grimsby Town      |
| 15  | FW      | Sammy McGrory      |                         |         | Southend United   |
| 16  | FW      | Alexander Dougan   |                         |         | Portsmouth        |
| 17  | FW      | Francis Coyle      |                         |         | Nottingham Forest |
| 18  | MF      | Bobby Rea          |                         |         | Glentoran         |
| 19  | DF      | Graham Leonard     |                         |         | Doncaster Rovers  |
| 20  | MF      | Sammy Chapman      |                         |         | Mansfield Town    |
| 21  | MF      | Tommy Hamill       |                         |         | Linfield          |
| 22  | DF      | Bobby Trainor      |                         |         | Coleraine         |

### Češkoslovaška
Selektor: Karel Kolský
| Št. | Položaj | Igralec            | Datum rojstva (starost) | Nastopi | Klub                   |
| --- | ------- | ------------------ | ----------------------- | ------- | ---------------------- |
| 1   | GK      | Imrich Stacho      |                         |         | FC Spartak Trnava      |
| 2   | DF      | Gustav Mráz        |                         |         | ČH Bratislava          |
| 3   | MF      | Jiří Čadek         |                         |         | Dukla Praha            |
| 4   | DF      | Ladislav Novák     |                         |         | Dukla Praha            |
| 5   | MF      | Josef Masopust     |                         |         | Dukla Praha            |
| 6   | DF      | Svatopluk Pluskal  |                         |         | Dukla Praha            |
| 7   | FW      | Kazimír Gajdoš     |                         |         | ČH Bratislava          |
| 8   | FW      | Milan Dvořák       |                         |         | Dukla Praha            |
| 9   | FW      | Pavel Molnár       |                         |         | ČH Bratislava          |
| 10  | FW      | Jaroslav Borovička |                         |         | Dukla Praha            |
| 11  | FW      | Tadeáš Kraus       |                         |         | Spartak Praha Sokolovo |
| 12  | FW      | Zdeněk Zikán       |                         |         | Dukla Pardubice        |
| 13  | FW      | Václav Hovorka     |                         |         | Dynamo Praha           |
| 14  | FW      | Jiří Feureisl      |                         |         | Slavia Karlovy Vary    |
| 15  | FW      | Jan Hertl          |                         |         | Spartak Praha Sokolovo |
| 16  | DF      | Ján Popluhár       |                         |         | ŠK Slovan Bratislava   |
| 17  | DF      | Titus Buberník     |                         |         | ČH Bratislava          |
| 18  | MF      | Adolf Scherer      |                         |         | ČH Bratislava          |
| 19  | GK      | Břetislav Dolejší  |                         |         | Dynamo Praha           |
| 20  | MF      | Antonín Moravčík   |                         |         | ŠK Slovan Bratislava   |
| 21  | DF      | František Šafránek |                         |         | Dukla Praha            |
| 22  | GK      | Viliam Schrojf     |                         |         | ŠK Slovan Bratislava   |

### Argentina
Selektor: Guillermo Stábile
| Št. | Položaj | Igralec                   | Datum rojstva (starost) | Nastopi | Klub                                 |
| --- | ------- | ------------------------- | ----------------------- | ------- | ------------------------------------ |
| 1   | GK      | Amadeo Raul Carrizo       |                         |         | Club Atlético River Plate            |
| 2   | MF      | Pedro Rodolfo Dellacha    |                         |         | Racing Club de Avellaneda            |
| 3   | DF      | Federico Vairo            |                         |         | Club Atlético River Plate            |
| 4   | DF      | Juan Francisco Lombardo   |                         |         | Boca Juniors                         |
| 5   | DF      | Nestor Raul Rossi         |                         |         | Club Atlético River Plate            |
| 6   | MF      | Jose Varacka              |                         |         | Club Atlético Independiente          |
| 7   | FW      | Orestes Omar Corbatta     |                         |         | Racing Club de Avellaneda            |
| 8   | FW      | Eliseo Prado              |                         |         | Club Atlético River Plate            |
| 9   | FW      | Norberto Menendez         |                         |         | Club Atlético River Plate            |
| 10  | FW      | Alfredo Rojas             |                         |         | Club Atlético Lanús                  |
| 11  | FW      | Angelo Amadeo Labruna     |                         |         | Club Atlético River Plate            |
| 12  | GK      | Julio Elias Mussimesi     |                         |         | Boca Juniors                         |
| 13  | DF      | Alfredo Ricardo Perez     |                         |         | Club Atlético River Plate            |
| 14  | DF      | Federico Edwards          |                         |         | Boca Juniors                         |
| 15  | DF      | David Acevedo             |                         |         | Club Atlético Independiente          |
| 16  | MF      | Eliseo Victor Mourino     |                         |         | Boca Juniors                         |
| 17  | DF      | Jose Manuel Ramos Delgado |                         |         | Club Atlético Lanús                  |
| 18  | FW      | Norberto Constane Boggio  |                         |         | Club Atlético San Lorenzo de Almagro |
| 19  | FW      | Ludovico Hector Avio      |                         |         | Club Atlético Vélez Sársfield        |
| 20  | FW      | Ricardo Roberto Infante   |                         |         | Estudiantes de La Plata              |
| 21  | FW      | Jose Francisco Sanfilippo |                         |         | Club Atlético San Lorenzo de Almagro |
| 22  | FW      | Osvaldo Hector Cruz       |                         |         | Club Atlético Independiente          |

## Skupina B

### Francija
Selektor: Albert Batteaux
| Št. | Položaj | Igralec             | Datum rojstva (starost) | Nastopi | Klub                  |
| --- | ------- | ------------------- | ----------------------- | ------- | --------------------- |
| 1   | GK      | Claude Abbes        |                         |         | Saint-Ètienne         |
| 2   | GK      | Dominique Colonna   |                         |         | Stade de Reims\|Reims |
| 3   | GK      | Francois Remetter   |                         |         | Girondins de Bordeaux |
| 4   | DF      | Raymond Kaelbel     |                         |         | AS Monaco             |
| 5   | DF      | Andre Lerond        |                         |         | Olympique de Lyon     |
| 6   | DF      | Roger Marche        |                         |         | RC Paris              |
| 7   | DF      | Robert Mouynet      |                         |         | Olympique de Lyon     |
| 8   | MF      | Bernard Chiarelli   |                         |         | Valenciennes          |
| 9   | MF      | Kazimir Hnatow      |                         |         | Angers                |
| 10  | MF      | Robert Jonquet      |                         |         | Stade de Reims        |
| 11  | MF      | Maurice Lafont      |                         |         | Nimes                 |
| 12  | MF      | Jean-Jacques Marcel |                         |         | Marseille             |
| 13  | DF      | Armand Penverne     |                         |         | Stade de Reims        |
| 14  | MF      | Raymond Bellot      |                         |         | AS Monaco             |
| 15  | FW      | Stephane Bruey      |                         |         | Angers                |
| 16  | FW      | Yvon Douis          |                         |         | Lille                 |
| 17  | FW      | Just Fontaine       |                         |         | Stade de Reims        |
| 18  | FW      | Raymond Kopa        |                         |         | Real Madrid           |
| 19  | MF      | Celestin Oliver     |                         |         | Sedan                 |
| 20  | FW      | Roger Piantoni      |                         |         | Stade de Reims        |
| 21  | FW      | Jean Vincent        |                         |         | Stade de Reims        |
| 22  | FW      | Maryan Wisniewski   |                         |         | Lens                  |

### SFRJ
Selektor: Aleksandar Tirnanič
| Št. | Položaj | Igralec              | Datum rojstva (starost) | Nastopi | Klub                 |
| --- | ------- | -------------------- | ----------------------- | ------- | -------------------- |
| 1   | GK      | Vladimir Beara       |                         |         | Crvena zvezda        |
| 2   | GK      | Srboljub Krivokuca   |                         |         | Crvena zvezda        |
| 3   | DF      | Vasilije Sijakovic   |                         |         | OFK Beograd          |
| 4   | DF      | Tomislav Crnković    |                         |         | Dinamo Zagreb        |
| 5   | DF      | Novak Tomic          |                         |         | Crvena zvezda        |
| 6   | MF      | Branko Zebec         |                         |         | FK Partizan Beograd  |
| 7   | FW      | Miloš Milutinović    |                         |         | NK Partizan          |
| 8   | DF      | Dobrosav Krstić      |                         |         | Vojvodina Novi Sad   |
| 9   | MF      | Vujadin Boškov       |                         |         | Vojvodina Novi Sad   |
| 10  | MF      | Ivan Santek          |                         |         | Dinamo Zagreb        |
| 11  | MF      | Vlada Popovic        |                         |         | Crvena zvezda        |
| 12  | FW      | Aleksandar Petaković |                         |         | Radnicki Beograd     |
| 13  | FW      | Todor Veselinović    |                         |         | Vojvodina Novi Sad   |
| 14  | FW      | Milorad Milutinović  |                         |         | NK Partizan          |
| 15  | FW      | Dragoslav Šekularac  |                         |         | Crvena zvezda        |
| 16  | FW      | Ilijas Pasic         |                         |         | Zeljeznicar Sarajevo |
| 17  | FW      | Zdravko Rajkov       |                         |         | Vojvodina Novi Sad   |
| 18  | FW      | Luka Lipusinovic     |                         |         | Dinamo Zagreb        |
| 19  | FW      | Radivoje Ognjanovic  |                         |         | Radnicki Beograd     |
| 20  | GK      | Gordan Irovic        |                         |         | Dinamo Zagreb        |
| 21  | DF      | Nikola Radovic       |                         |         | Crvena zvezda        |
| 22  | FW      | Dražen Jerković      |                         |         | Dinamo Zagreb        |

### Paragvaj
Selektor: Aurelio González
| Št. | Položaj | Igralec                 | Datum rojstva (starost) | Nastopi | Klub                |
| --- | ------- | ----------------------- | ----------------------- | ------- | ------------------- |
| 1   | GK      | Ramon Mayeregger        |                         |         | Club Nacional       |
| 2   | DF      | Edelmiro Arevalo        |                         |         | Olimpia Asunción    |
| 3   | MF      | Juan Vicente Lezcano    |                         |         | Olimpia Asunción    |
| 4   | DF      | Ignacio Achucarro       |                         |         | Olimpia Asunción    |
| 5   | MF      | Salvador Villalba       |                         |         | Club Libertad       |
| 6   | DF      | Eligio Echague          |                         |         | Olimpia Asunción    |
| 7   | FW      | Juan Bautista Aguero    |                         |         | Olimpia Asunción    |
| 8   | FW      | Jose del Rosario Parodi |                         |         | Olimpia Asunción    |
| 9   | FW      | Jorgelino Romero        |                         |         | Club Sol de América |
| 10  | FW      | Oscar Aguilera          |                         |         | Olimpia Asunción    |
| 11  | FW      | Florencio Amarilla      |                         |         | Club Nacional       |
| 12  | GK      | Samuel Aguilar          |                         |         | Club Libertad       |
| 13  | DF      | Luis Arnoldo Gini       |                         |         | Club Sol de América |
| 14  | DF      | Dario Segovia           |                         |         | Club Sol de América |
| 15  | MF      | Luis Santos Silva       |                         |         | Cerro Porteño       |
| 16  | FW      | Claudio Lezcano         |                         |         | Olimpia Asunción    |
| 17  | DF      | Agustin Miranda         |                         |         | Cerro Porteño       |
| 18  | FW      | Benigno Gilberto Penayo |                         |         | Olimpia Asunción    |
| 19  | FW      | Eliseo Insfran          |                         |         | Club Guaraní        |
| 20  | FW      | Jose Raul Aveiro        |                         |         | Royal Antwerp FC    |
| 21  | FW      | Cayetano Ré             |                         |         | Cerro Porteño       |
| 22  | FW      | Eligio Antonio Insfran  |                         |         | Club Guaraní        |

### Škotska
Selektor: Dawson Walker
| Št. | Položaj | Igralec                    | Datum rojstva (starost) | Nastopi | Klub                     |
| --- | ------- | -------------------------- | ----------------------- | ------- | ------------------------ |
| 1   | GK      | Thomas Younger             |                         |         | Liverpool F.C.           |
| 2   | GK      | William Brown              |                         |         | Dundee F.C.              |
| 3   | DF      | Alexander Hershaw Parker   |                         |         | Everton F.C.             |
| 4   | DF      | Eric Caldow                |                         |         | Rangers F.C.             |
| 5   | DF      | John Davidson Hewie        |                         |         | Charlton Athletic F.C.   |
| 6   | DF      | Harry Haddock              |                         |         | Clyde F.C.               |
| 7   | DF      | Ian McColl                 |                         |         | Rangers F.C.             |
| 8   | DF      | Edward Hunter Turnbull     |                         |         | Hibernian F.C.           |
| 9   | DF      | Robert Evans               |                         |         | Celtic F.C.              |
| 10  | DF      | Tommy Docherty             |                         |         | Preston North End F.C.   |
| 11  | MF      | Dave Mackay                |                         |         | Heart of Midlothian F.C. |
| 12  | MF      | Douglas Cowie              |                         |         | Dundee United F.C.       |
| 13  | FW      | Samuel Baird               |                         |         | Rangers F.C.             |
| 14  | FW      | Graham Leggat              |                         |         | Aberdeen F.C.            |
| 15  | FW      | Alexander Silcock Scott    |                         |         | Rangers F.C.             |
| 16  | FW      | Jimmy Murray               |                         |         | Heart of Midlothian F.C. |
| 17  | FW      | John Mudie                 |                         |         | Blackpool F.C.           |
| 18  | FW      | John Coyle                 |                         |         | Clyde F.C.               |
| 19  | FW      | Bobby Collins              |                         |         | Celtic F.C.              |
| 20  | FW      | Archibald Clarke Robertson |                         |         | Clyde F.C.               |
| 21  | FW      | James John Stewart Imlach  |                         |         | Nottingham Forest F.C.   |
| 22  | FW      | William Fernie             |                         |         | Celtic F.C.              |

## Skupina C

### Švedska
Selektor: George Raynor
| Št. | Položaj | Igralec            | Datum rojstva (starost) | Nastopi | Klub          |
| --- | ------- | ------------------ | ----------------------- | ------- | ------------- |
| 1   | GK      | Karl Svensson      |                         |         | Helsingborg   |
| 2   | DF      | Orvar Bergmark     |                         |         | Örebro        |
| 3   | DF      | Sven Axbom         |                         |         | Norrköping    |
| 4   | MF      | Nils Liedholm      |                         |         | AC Milan      |
| 5   | DF      | Åke Johansson      |                         |         | Norrköping    |
| 6   | MF      | Sigvard Parling    |                         |         | Djurgårdens   |
| 7   | FW      | Kurt Hamrin        |                         |         | Padova        |
| 8   | FW      | Gunnar Gren        |                         |         | Örgryte       |
| 9   | FW      | Agne Simonsson     |                         |         | Örgryte       |
| 10  | FW      | Arne Selmosson     |                         |         | Lazio         |
| 11  | FW      | Lennart Skoglund   |                         |         | Inter Milan   |
| 12  | GK      | Tore Svensson      |                         |         | Malmö         |
| 13  | DF      | Prawitz Öberg      |                         |         | Malmö         |
| 14  | MF      | Bengt Gustavsson   |                         |         | Atalanta      |
| 15  | MF      | Reino Börjesson    |                         |         | Norrby        |
| 16  | GK      | Ingemar Haraldsson |                         |         | Elfsborg      |
| 17  | MF      | Olle Håkansson     |                         |         | Norrköping    |
| 18  | FW      | Gösta Löfgren      |                         |         | Motala        |
| 19  | FW      | Henry Källgren     |                         |         | Norrköping    |
| 20  | FW      | Bror Mellberg      |                         |         | AIK Stockholm |
| 21  | FW      | Bengt Berndtsson   |                         |         | Göteborg      |
| 22  | FW      | Ove Olsson         |                         |         | Göteborg      |

### Wales
Selektor: Jimmy Murphy
| Št. | Položaj | Igralec           | Datum rojstva (starost) | Nastopi | Klub                 |
| --- | ------- | ----------------- | ----------------------- | ------- | -------------------- |
| 1   | GK      | Jack Kelsey       |                         |         | Arsenal              |
| 2   | DF      | Stuart Williams   |                         |         | West Bromwich Albion |
| 3   | DF      | Melvin Hopkins    |                         |         | Tottenham Hotspur    |
| 4   | DF      | Derek Sullivan    |                         |         | Cardiff City         |
| 5   | MF      | Mel Charles       |                         |         | Swansea Town         |
| 6   | MF      | Dave Bowen        |                         |         | Arsenal              |
| 7   | FW      | Terry Medwin      |                         |         | Tottenham Hotspur    |
| 8   | FW      | Ronard Hewitt     |                         |         | Cardiff City         |
| 9   | FW      | John Charles      |                         |         | Juventus             |
| 10  | FW      | Ivor Allchurch    |                         |         | Swansea Town         |
| 11  | FW      | Clifford Jones    |                         |         | Swansea Town         |
| 12  | GK      | Kenneth Jones     |                         |         | Cardiff City         |
| 13  | GK      | Graham Vearncombe |                         |         | Cardiff City         |
| 14  | DF      | Trevor Edwards    |                         |         | Charlton Athletic    |
| 15  | DF      | Colin Baker       |                         |         | Cardiff City         |
| 16  | MF      | Vic Crowe         |                         |         | Aston Villa          |
| 17  | FW      | Kenneth Leek      |                         |         | Leicester City       |
| 18  | FW      | Roy Vernon        |                         |         | Blackburn Rovers     |
| 19  | FW      | Colin Webster     |                         |         | Manchester United    |
| 20  | MF      | John Elsworthy    |                         |         | Ipswich Town         |
| 21  | MF      | Len Allchurch     |                         |         | Swansea Town         |
| 22  | MF      | Tom Baker         |                         |         | Plymouth Argyle      |

### Madžarska
Selektor: Lajos Baróti
| Št. | Položaj | Igralec             | Datum rojstva (starost) | Nastopi | Klub                  |
| --- | ------- | ------------------- | ----------------------- | ------- | --------------------- |
| 1   | GK      | Gyula Grosics       |                         |         | Tatabányai Bányász SE |
| 2   | DF      | Sándor Mátrai       |                         |         | Ferencvárosi TC       |
| 3   | DF      | Ferenc Sipos        |                         |         | MTK FC                |
| 4   | DF      | László Sárosi       |                         |         | Vasas SC              |
| 5   | DF      | József Bozsik       |                         |         | Budapest Honvéd FC    |
| 6   | MF      | Pál Berendi         |                         |         | Vasas SC              |
| 7   | MF      | László Budai        |                         |         | Budapest Honvéd FC    |
| 8   | FW      | Lajos Tichy         |                         |         | Budapest Honvéd FC    |
| 9   | FW      | Nándor Hidegkuti    |                         |         | MTK FC                |
| 10  | FW      | Dezső Bundzsák      |                         |         | Vasas SC              |
| 11  | FW      | Károly Sándor       |                         |         | MTK FC                |
| 12  | DF      | Béla Kárpáti        |                         |         | Vasas SC              |
| 13  | DF      | Oszkár Szigeti      |                         |         | Diósgyőri VTK         |
| 14  | FW      | Ferenc Szojka       |                         |         | Salgótarjáni BTC      |
| 15  | MF      | Antal Kotász        |                         |         | Budapest Honvéd FC    |
| 16  | FW      | László Lachos       |                         |         | Tatabányai Bányász SE |
| 17  | FW      | Mihály Vasas        |                         |         | Salgótarjáni BTC      |
| 18  | FW      | Tivadar Monostori   |                         |         | Dorogi Bányász        |
| 19  | FW      | Zoltán Friedmanszky |                         |         | Ferencvárosi TC       |
| 20  | FW      | József Bencsis      |                         |         | Újpesti Dózsa         |
| 21  | FW      | Máté Fenyvesi       |                         |         | Ferencvárosi TC       |
| 22  | GK      | István Ilku         |                         |         | Dorogi Bányász        |

### Mehika
Selektor: Antonio Lópes-Herranz
| Št. | Položaj | Igralec              | Datum rojstva (starost) | Nastopi | Klub                  |
| --- | ------- | -------------------- | ----------------------- | ------- | --------------------- |
| 1   | GK      | Antonio Carbajal     |                         |         | Club León             |
| 2   | DF      | Jesus Del Muro       |                         |         | CF Atlas              |
| 3   | MF      | Jorge Romo           |                         |         | Club Toluca           |
| 4   | DF      | Jose Villegas        |                         |         | Chivas de Guadalajara |
| 5   | DF      | Alfonso Portugal     |                         |         | Necaxa                |
| 6   | MF      | Francisco Flores     |                         |         | Chivas de Guadalajara |
| 7   | MF      | Alfredo Hernandez    |                         |         | Club León             |
| 8   | FW      | Salvador Reyes       |                         |         | Chivas de Guadalajara |
| 9   | FW      | Carlos Calderon      |                         |         | CF Atlante            |
| 10  | FW      | Crescencio Gutierrez |                         |         | Club León             |
| 11  | FW      | Enrique Sesma        |                         |         | Club Toluca           |
| 12  | GK      | Manuel Camacho       |                         |         | Club Toluca           |
| 13  | GK      | Jaime Gomez          |                         |         | Chivas de Guadalajara |
| 14  | FW      | Miguel Gutierrez     |                         |         | CF Atlas              |
| 15  | MF      | Guillermo Sepulveda  |                         |         | Chivas de Guadalajara |
| 16  | DF      | Jose Antonia Roca    |                         |         | CD Zacatapec          |
| 17  | DF      | Raul Cardenas        |                         |         | CD Zacatapec          |
| 18  | MF      | Jaime Salazar        |                         |         | Necaxa                |
| 19  | DF      | Jaime Belmonte       |                         |         | CD Cuautla            |
| 20  | FW      | Carlos Blanco        |                         |         | Club Toluca           |
| 21  | FW      | Ligorio Lopez        |                         |         | Club Irapuato         |
| 22  | FW      | Carlos Gonzalez      |                         |         | CF Atlas              |

## Skupina D

### Brazilija
Selektor: Vicente Feola
| Št. | Položaj | Igralec          | Datum rojstva (starost) | Nastopi | Klub          |
| --- | ------- | ---------------- | ----------------------- | ------- | ------------- |
| 1   | GK      | Castilho         |                         |         | Fluminense    |
| 2   | DF      | Bellini          |                         |         | Vasco da Gama |
| 3   | GK      | Gilmar           |                         |         | Corinthians   |
| 4   | DF      | Djalma Santos    |                         |         | Portuguesa    |
| 5   | DF      | Dino Sani        |                         |         | São Paulo FC  |
| 6   | FW      | Didi             |                         |         | Botafogo      |
| 7   | FW      | Zagallo          |                         |         | Flamengo      |
| 8   | DF      | Oreco            |                         |         | Corinthians   |
| 9   | DF      | Zózimo           |                         |         | Bangu AC      |
| 10  | FW      | Pelé             |                         |         | Santos FC     |
| 11  | FW      | Garrincha        |                         |         | Botafogo      |
| 12  | DF      | Nílton Santos    |                         |         | Botafogo      |
| 13  | MF      | Moacir           |                         |         | Flamengo      |
| 14  | DF      | De Sordi         |                         |         | São Paulo FC  |
| 15  | DF      | Orlando          |                         |         | Vasco da Gama |
| 16  | DF      | Mauro Ramos      |                         |         | São Paulo FC  |
| 17  | FW      | Joel             |                         |         | Flamengo      |
| 18  | FW      | Mazzola Altafini |                         |         | Palmeiras     |
| 19  | MF      | Zito             |                         |         | Santos FC     |
| 20  | FW      | Vavá             |                         |         | Vasco da Gama |
| 21  | FW      | Dida             |                         |         | Flamengo      |
| 22  | FW      | Pepe             |                         |         | Santos FC     |

### ZSSR
Selektor: Gavril Kačalin
| Št. | Položaj | Igralec                 | Datum rojstva (starost) | Nastopi | Klub             |
| --- | ------- | ----------------------- | ----------------------- | ------- | ---------------- |
| 1   | GK      | Lev Yashin              |                         |         | Dynamo Moscow    |
| 2   | DF      | Vladimir Kessarev       |                         |         | Dynamo Moscow    |
| 3   | MF      | Konstantin Kriglevski   |                         |         | Dynamo Moscow    |
| 4   | DF      | Boris Kuznetsov         |                         |         | Dynamo Moscow    |
| 5   | DF      | Yuri Voinov             |                         |         | Dynamo Kyiv      |
| 6   | FW      | Igor Netto              |                         |         | Spartak Moscow   |
| 7   | FW      | German Apukhtin         |                         |         | CSKA Moscow      |
| 8   | FW      | Valentin Kozmich Ivanov |                         |         | Torpedo Moscow   |
| 9   | FW      | Nikita Simonyan         |                         |         | Spartak Moscow   |
| 10  | FW      | Sergei Salnikov         |                         |         | Spartak Moscow   |
| 11  | FW      | Anatoli Ilin            |                         |         | Spartak Moscow   |
| 12  | GK      | Vladimir Maslatchenko   |                         |         | Lokomotiv Moscow |
| 13  | GK      | Vladimir Beljajev       |                         |         | Dynamo Moscow    |
| 14  | DF      | Leonid Ostrovski        |                         |         | Torpedo Moscow   |
| 15  | DF      | Anatoli Maslenkin       |                         |         | Spartak Moscow   |
| 16  | MF      | Viktor Tsarev           |                         |         | Dynamo Moscow    |
| 17  | FW      | Alexandr Ivanov         |                         |         | Zenit Leningrad  |
| 18  | FW      | Valentin Bubukin        |                         |         | Lokomotiv Moscow |
| 19  | FW      | Gennadi Gusarov         |                         |         | Torpedo Moscow   |
| 20  | FW      | Yuri Falin              |                         |         | Torpedo Moscow   |
| 21  | FW      | Genrich Fiedosov        |                         |         | Dynamo Moscow    |
| 22  | DF      | Vladimir Yerokhin       |                         |         | Dynamo Kyiv      |

### Anglija
Selektor: Walter Winterbottom
| Št. | Položaj | Igralec               | Datum rojstva (starost) | Nastopi | Klub                    |
| --- | ------- | --------------------- | ----------------------- | ------- | ----------------------- |
| 1   | GK      | Colin Agnew McDonald  |                         |         | Burnley                 |
| 2   | DF      | Don Howe              |                         |         | West Bromwich Albion    |
| 3   | DF      | Thomas Banks          |                         |         | Bolton Wanderers        |
| 4   | DF      | Harold Edwin Clamp    |                         |         | Wolverhampton Wanderers |
| 5   | MF      | Billy Wright          |                         |         | Wolverhampton Wanderers |
| 6   | MF      | William John Slater   |                         |         | Wolverhampton Wanderers |
| 7   | FW      | Bryan Douglas         |                         |         | Blackburn Rovers        |
| 8   | FW      | Bobby Robson          |                         |         | West Bromwich Albion    |
| 9   | FW      | Derek Kevan           |                         |         | West Bromwich Albion    |
| 10  | FW      | Johnny Haynes         |                         |         | Fulham                  |
| 11  | FW      | Tom Finney            |                         |         | Preston North End       |
| 12  | GK      | Edward Hopkinson      |                         |         | Bolton Wanderers        |
| 13  | GK      | Alan Hodgkinson*      |                         |         | Sheffield United        |
| 14  | DF      | Peter Sillett         |                         |         | Chelsea                 |
| 15  | DF      | Ronald Clayton        |                         |         | Blackburn Rovers        |
| 16  | DF      | Maurice Norman        |                         |         | Tottenham Hotspur       |
| 17  | FW      | Peter Brabrook        |                         |         | Chelsea                 |
| 18  | FW      | Peter Frank Broadbent |                         |         | Wolverhampton Wanderers |
| 19  | FW      | Robert Alfred Smith   |                         |         | Tottenham Hotspur       |
| 20  | FW      | Bobby Charlton        |                         |         | Manchester United       |
| 21  | FW      | Alan A'Court          |                         |         | Liverpool               |
| 22  | FW      | Maurice Setters*      |                         |         | West Bromwich Albion    |

### Avstrija
Selektor: Karl Argaguer
| Št. | Položaj | Igralec             | Datum rojstva (starost) | Nastopi | Klub              |
| --- | ------- | ------------------- | ----------------------- | ------- | ----------------- |
| 1   | GK      | Rudolf Szanwald     |                         |         | Wiener SC         |
| 2   | DF      | Paul Halla          |                         |         | SK Rapid Wien     |
| 3   | DF      | Ernst Happel        |                         |         | SK Rapid Wien     |
| 4   | DF      | Franz Swoboda       |                         |         | Austria Wien      |
| 5   | DF      | Gerhard Hanappi     |                         |         | SK Rapid Wien     |
| 6   | MF      | Karl Koller         |                         |         | First Vienna FC   |
| 7   | FW      | Walter Horak        |                         |         | Wiener SC         |
| 8   | FW      | Paul Kozlicek       |                         |         | Wacker Wien       |
| 9   | FW      | Hans Buzek          |                         |         | First Vienna FC   |
| 10  | FW      | Alfred Körner       |                         |         | SK Rapid Wien     |
| 11  | FW      | Helmut Senekowitsch |                         |         | SK Sturm Graz     |
| 12  | GK      | Kurt Schmied        |                         |         | First Vienna FC   |
| 13  | FW      | Walter Schleger     |                         |         | Austria Wien      |
| 14  | FW      | Josef Hammerl       |                         |         | Wiener SC         |
| 15  | DF      | Walter Kollmann     |                         |         | Wacker Wien       |
| 16  | MF      | Karl Stotz          |                         |         | Austria Wien      |
| 17  |         | Ernst Kozlicek      |                         |         | Wacker Wien       |
| 18  | DF      | Leopold Barschandt  |                         |         | Wiener SC         |
| 19  | FW      | Robert Dienst       |                         |         | SK Rapid Wien     |
| 20  | FW      | Herbert Ninaus      |                         |         | Grazer AK         |
| 21  | MF      | Ignaz Puschnik      |                         |         | Kapfenberg        |
| 22  | GK      | Bruno Engelmeier    |                         |         | 1. Simmeringer SC |

- Opomba*: Seznami moštva zajemajo tudi rezerve, zamenjave in predhodno izbrane igralci, ki so lahko sodelovali v kvalifikacijah, lahko pa potem niso nastopili v finalu.